# Relíquias
 Relíquias  ist ein Ort und eine Gemeinde (freguesia) im Alentejo in Portugal im Kreis von Odemira, mit einer Fläche von 120,1 km² und 995 Einwohnern (Stand 19. April 2021). Dies entspricht einer Bevölkerungsdichte von 8,3 Einw./km².  